# Stjørdal
Stjørdal este o comună din provincia Akershus, Norvegia.